# Фрувиль
Фрувиль (фр. Frouville) — муниципалитет во Франции, в регионе Иль-де-Франс, департамент Валь-д'Уаз. Население — 372 человека (2006). Муниципалитет расположен на расстоянии около 36 км северо-западнее Парижа, 15 км северо-восточнее Сержи.

## Демография
Динамика населения (Cassini и INSEE):